# Xirias (Fluss)
Der Xirias (griechisch Ξηριάς (m. sg.)) ist ein etwa 32 km langer Fluss in der griechischen Region Thessalien.

## Flusslauf
Der Xirias entspringt im Pilion-Gebirge auf einer Höhe von etwa 1500 m. Er fließt anfangs knapp 4 km nach Südwesten. Anschließend wendet sich der Fluss nach Nordwesten. Bei Flusskilometer 20 biegt der Xirias nach Südwesten ab und wendet sich wenig später in Richtung Südsüdwest. Etwa 7 Kilometer oberhalb der Mündung erreicht der Xirias die Stadt Volos. Er fließt entlang dem westlichen Stadtrand und mündet schließlich südwestlich von Volos in den Pagasitischen Golf, eine Bucht im Westen des Ägäischen Meeres.

## Umwelt
Ende August 2024 kam es zu einem Fischsterben an der Mündung des Xirias. Offenbar wurden Süßwasserfische aufgrund defekter Schleusentore und Pumpstationen aus dem Karla-See in den Fluss Xirias geschwemmt. Im Meer angelangt starben die Fische im Salzwasser.